# V705 Cassiopeiae
V705 Cassiopeiae eller Nova Cassiopeiae 1993 var en nova i stjärnbilden Cassiopeja. Novan var av magnitud 6,5 när den upptäcktes av Kazuyoshi Kanatsu den 7 december 1993. Novan nådde sitt maximum, +5,6 den 13 december.
Därefter bleknade den gradvis till i mitten av februari 1994, när den tappade snabbt i ljusstyrka på samma sätt som DQ Herculi. 18 februari hade den avklingat till magnitud 11 och den 27 februari till magnitud 14,4. Efter att ha nått magnitud 16,0 ökade den åter i ljusstyrka, till magnitud 12,5 i maj 1994. Vid denna ljusstyrka hade den sedan förblivit. 